# Thamnochortus guthrieae
Thamnochortus guthrieae är en gräsväxtart som beskrevs av Neville Stuart Pillans. Thamnochortus guthrieae ingår i släktet Thamnochortus och familjen Restionaceae. Inga underarter finns listade i Catalogue of Life.